# Caryonopera bergeri
Caryonopera bergeri är en fjärilsart som beskrevs av Emilio Berio 1956. Caryonopera bergeri ingår i släktet Caryonopera och familjen nattflyn. Inga underarter finns listade i Catalogue of Life.